# Anthony Kim

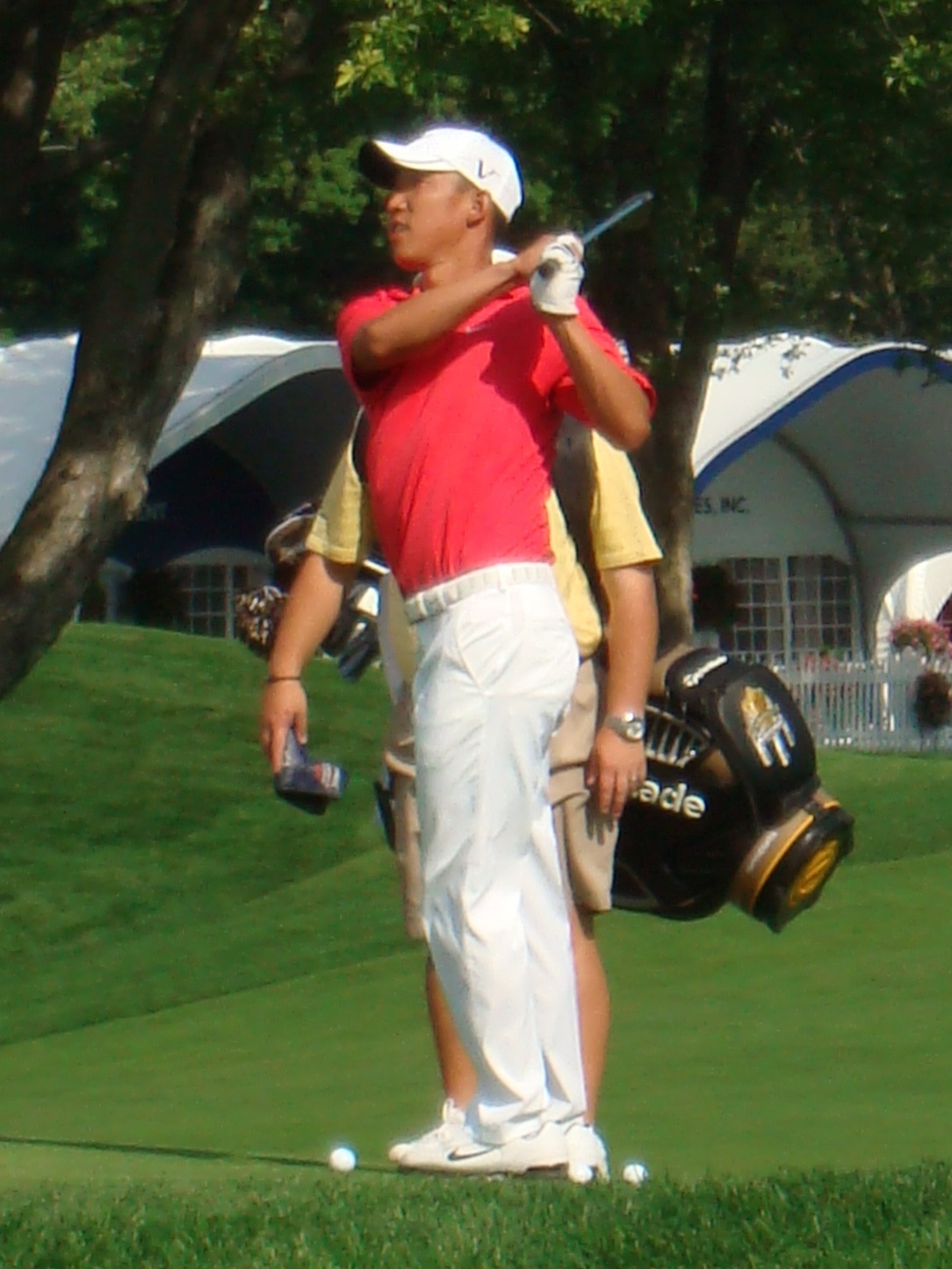
Anthony Kim, 2009.

Anthony Ha-Jin Kim, född 19 juni 1985 i Los Angeles i Kalifornien, är en amerikansk professionell golfspelare som spelar för Liv Golf sedan den 1 mars 2024 efter att ha varit pensionerad från professionell golf sedan 2012 på grund av skador. Han har tidigare spelat bland annat på PGA Tour och PGA European Tour.
Kim har vunnit tre PGA-vinster. Hans bästa resultat vid majortävlingar, var när han slutade dels på en tredje plats vid 2010 års The Masters Tournament. Dels på en delad femte plats vid 2011 års The Open Championship. Kim kom också som bäst på delad 42:a plats vid 2008 års The Players Championship. Han vann också Ryder Cup 2008 och 2009 års Presidents Cup.
Innan Kim blev proffs studerade han vid University of Oklahoma och spelade för deras idrottsförening Oklahoma Sooners.